# Thomas D. Akers
Thomas D. Akers, född 20 maj 1951 i Saint Louis, Missouri, är en amerikansk astronaut uttagen i astronautgrupp 12 den 5 juni 1987.

## Rymdfärder
- STS-41
- STS-49
- STS-61
- STS-79